# Geranomyia vindicta dilucida
Geranomyia vindicta dilucida is een ondersoort van de tweevleugelige Geranomyia vindicta uit de familie steltmuggen (Limoniidae). De soort komt voor in het Neotropisch gebied.